# Jerzy Krzeczunowicz
Jerzy Krzeczunowicz (ur. 24 marca 1908, zm. 30 sierpnia 1992 w Collonges-sous-Salève, Francja) – polski prawnik, politolog. Syn Waleriana Kaliksta, wnuk Kornela Krzeczunowicza.

## Życiorys
Studiował na Uniwersytecie Jana Kazimierza we Lwowie, a następnie wyjechał do Szwajcarii i kontynuował naukę na Uniwersytecie Genewskim. 
Podczas II wojny światowej służył w Polskich Siłach Powietrznych w Wielkiej Brytanii, w stopniu porucznika o specjalności administracja. Miał numer służbowy RAF P-1500. 
Po zakończeniu działań wojennych osiadł we Francji, gdzie poświęcił się, zgodnie ze swoim wykształceniem, politologii. Specjalizował się w ustroju i dziejach Etiopii, był fundatorem i współorganizatorem Wydziału Prawa Uniwersytetu w Addis Abebie. Od 1985 był członkiem Polskiego Towarzystwa Naukowego na Obczyźnie.

## Twórczość
- The Ethiopian Civil Code[6]
- The Ethiopian law of Extracontractual liability (1970)[6]
- The Ethiopian law of Compensation for Damage
- Formation and effects of contracts in Ethiopian law